# Felipe Mauricio de Baviera
El príncipe Felipe Mauricio de Baviera (Bruselas, 5 de agosto de 1698 - Roma, 12 de marzo de 1719) fue un príncipe alemán, hijo de Maximiliano II Manuel, elector de Baviera, muerto en su juventud.

## Biografía
Fue uno de los hijos de Maximiliano II Manuel de Baviera y su segunda esposa, Teresa Cunegunda Sobieska, hija de Juan III de Polonia. Tuvo once hermanos y hermanas:
- Un niño fallecido al poco de nacer (1695).
- María Ana Carolina (1696-1750), desde 1720 monja.
- Carlos Alberto (1697-1745), elector de Baviera, rey de Bohemia, y emperador del Sacro Imperio Romano Germánico. Casado en 1722 con María Amalia de Austria (1701-1756).
- Fernando María Inocencio (1699-1738), general imperial.
- Clemente Augusto (1700-1761), gran maestre de la Orden Teutónica, príncipe-arzobispo de Colonia, obispo de Ratisbona, Paderborn, Osnabrück, Hildesheim y Münster.
- Guillermo (1701-1704).
- Alois Juan Adolfo (1702-1705).
- Juan Teodoro (1703-1763), cardenal, príncipe-obispo de Ratisbona, Freising y Lieja.
- Maximiliano Manuel Tomás (1704-1709).

Así mismo, fruto del primer matrimonio de su padre con la archiduquesa María Antonia de Austria, hija de Leopoldo I del Sacro Imperio; tuvo otros tres hermanos muertos en la infancia:
- Leopoldo Fernando (1689).
- Antonio (1690).
- José Fernando (1692-1699), heredero de Carlos II de España.

Nació en Bruselas, en donde residía su familia al ser su padre gobernador de los Países Bajos españoles desde 1691. Tras el estallido de la Guerra de Sucesión española en 1700 su padre tuvo que abandonar su puesto de gobernador de los Países Bajos junto con su familia.
En 1717 junto con su hermano Clemente Augusto fue enviado a Roma por su padre para mejorar su formación teológica. La razón detrás de esta formación estaba la intención de su padre de destinarles a la carrera eclesiástica. Su padre intentaría que Felipe Mauricio fuese elegido príncipe-obispo por los cabildos de las catedrales de Münster y de Paderborn, tras la muerte de su último príncipe-obispo, Franz Arnold von Wolff-Metternich zur Gracht en diciembre de 1718.

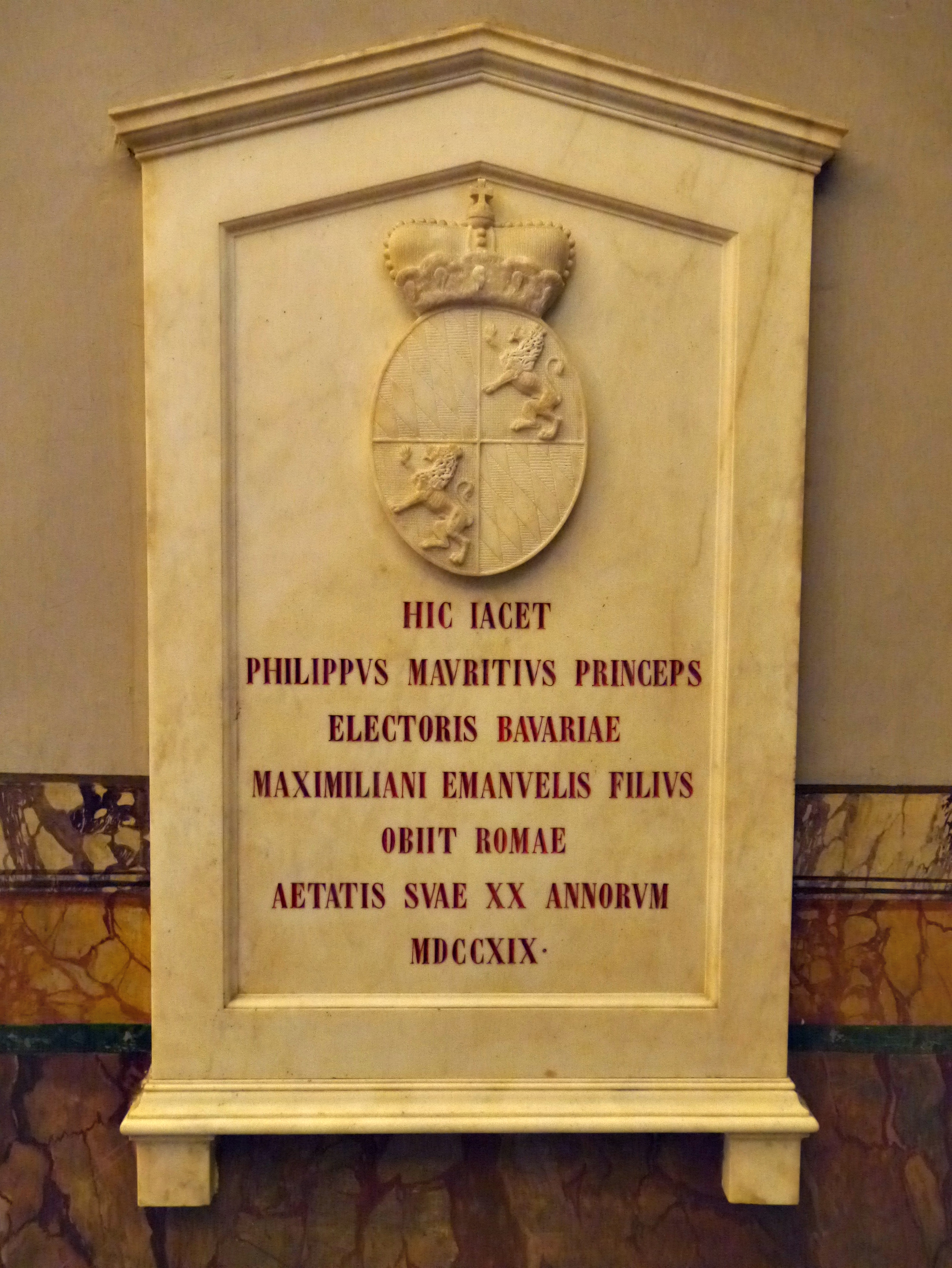
Lápida recordando su sepultura.

Murió en Roma el 12 de marzo de 1719. Sin tener noticia de su muerte fue elegido sucesivamente príncipe-obispo de Paderborn el 14 de marzo de ese año, y príncipe-obispo de Münster el día 21 de marzo. Tras conocer la noticia los capítulos de Paderborn y Münster elegirían a su hermano Clemente Augusto.
Fue enterrado en la iglesia del convento de Santa María de la Victoria de esa ciudad. En este templo tiene dedicada una lápida.

### Individuales
1. ↑  «Philipp von Wittelsbach». Base Roglo.
2. ↑  Kägler, Britta (7 de noviembre de 2018). «Von »Geschucklichkeiten«, Pfauenfedern und einem »Phonascus«. Kollektivbiographische Studien zu deutschsprachigen Musikern in den italienischen Musikzentren Venedig und Rom (1650-1750)» [De "Geschucklichkeiten", plumas de pavo real y un "Phonascus". Estudios biográficos colectivos de músicos de habla alemana en los centros musicales italianos de Centros musicales italianos de Venecia y Roma (1650-1750)]. Europäische Musiker in Venedig, Rom und Neapel 1650-1750 (en alemán): 257.